# Ceriosporopsis calyptrata
Ceriosporopsis calyptrata är en svampart som beskrevs av Kohlm. 1960. Ceriosporopsis calyptrata ingår i släktet Ceriosporopsis och familjen Halosphaeriaceae.   Inga underarter finns listade i Catalogue of Life.